# Старо-Ишимская оборонительная линия
Старо-Ишимская оборонительная линия — российская укреплённая линия, возведенная в 1730-х годах по северному краю Ишимской степи для защиты южных границ Западной Сибири от набегов кочевников. С 1752 года заменена Тоболо-Ишимской линией.

## История
С основания Омской крепости возникла необходимость в строительстве опорных пунктов между Омской и Тарской крепостями. Положение русских в Западной Сибири было неспокойно: российским укреплениям угрожали казахи, башкиры и джунгары. С 1700—1740 гг. были совершены серии набегов казахов на территорию Тарского уезда «людей разоряют, в плен уводят и побивают, скот отгоняют, пожитки грабят, дворы, сено жгут,-сообщали из Сибири». 6 ноября 1740 г. из Москвы в канцелярию Сибирской губернии был направлен указ об усилении обороны: «велено её ведомства Усть -Тартасский пас на Оми и Большерецкий на Оми укрепить в форпосты и увеличить в них команды. От приход неприятельских людей иметь весьма крепкую предосторожность и всегда неоплошные караулы». На Аевском волоке возвели Зудиловский форпост, на реке Оша — Юйский форпост. Летом 1741 г. были возведены Кутурлинский форпост на реке Оша, Нюхаловский форпост южнее г. Тары. Осенью 1741 г. были построены Бетеинский и Инберенский форпосты. С 1743—1744 на западном берегу реки Иртыш возвели Воровской, Верблюженский, Кушайлинский, Ирченский форпосты. С 1744—1747 гг. западнее Кутурлинского форпоста поставили Кумырский, Усть-Лагатский, Причелдатский и Степанихинский форпосты.
Итак, в конце 1747 г. крепости в междуречье Ишима и Иртыша соединились в единую оборонительную линию с постоянными разъездами и системой оповещения. Южные рубежи Западной Сибири были закрыты шестнадцатью форпостами: 8 по реке Иртыш, 6 по реке Оша, 2 по реке Ишим. Возведенные крепости надежно защищали южный границы Западной Сибири до 1755 г. Наряду с оборонной ролью форпосты выполняли функцию узловых пунктов Сибирского тракта между Омской крепостью и городом Тарой. Через них возили грузы почту переселенцев. Лесостепная зона Прииртышья начала активно заселятся людьми. В середине XVIII века возникла необходимость продвижения русского населения к плодородным Сибирским землям, правительство решило построить новую линию к западу от Омской крепости. Команды форпостов переводились на склона Камышловской долины с её горько солёными озёрами. Новая оборонительная линия называлась «Ново-Ишимской» или «Горькой».
На местах форпостов Старо-Ишимской линии служивые казаки основали первые поселения русских в омском Прииртышье.

## Научное изучение
Впервые поиск и изучение форпостов Старо-Ишимской линии проводил директор Омского Областного Краеведческого музея А. Ф. Палашенков в 1958 году. Тогда были определены и изучены местоположения части форпостов. В августе 2000 г. в Саргатском и Большереченском районах проводилась совместная комплексная археолого-этнографическая экспедиция ОГИК музея и Омского Государственного Университета. В результате полевых работ были обнаружены 3 укрепления Ишимской линии: Кушайлинский, Ирчинский и Нухаловский форпосты.

## Облик крепости
По сохранившимся оборонительным волам Кушайлинского форпоста был восстановлено внутреннее обустройство форпоста. Крепости возводились по всем правилам фортификационного строительства того времени: в плане имели четырёхугольную форму с выступами по углам-бастионами. Форпост был обнесен «деревянной огородой» высотой до двух саженей (4 м). С внешней стороны за огородой форпост защищал двухметровый земляной вал с двумя рядами надолб и кольцом рогаток, за ними крепость защищал ров глубинной от 2-3 м и шириной от 2-10 м. По краю внутренних стен были построены площадки для стрельцов над воротами высилась сторожевая вышка. Внутри крепости сооружали хозяйственные постройки: церковь, казармы для казаков, домики для офицеров, конюшни, амбары, пороховые погреба, склады. Форпосты укрепляли гарнизоном по пятьдесят человек. Вооружение состояло из пушек, фольконет, пищалий. На бастионах сторожевые казаки несли круглосуточные дозоры.